# 하소로 (대전)
하소로(Haso-ro)는 대전광역시 동구 하소동에 있는 대전광역시도로, 총 연장은 0.992 km이다. 도로의 명칭이 유래된 것은 법정동의 명칭인 '하소동'에서 따왔다. 

## 역사
- 2016년 4월 15일 : 도로명으로 하소로를 고시

## 지리

### 주요 경유지
- 동구
  - 하소동

### 접촉하는 도로
- 산내로
- 하소중로
- 하소남로

### 주요 건물 및 시설
- 대전킴벌리 하소동창고 (하소로 53/하소동 913)
- 삼원PNP (하소로 54/하소동 929)